# سیتیدین
سیتیدین (به انگلیسی: Cytidine) یک ریبونوکلئوزید است که از اتصال اسید آمینه سیتوزین به قند حلقوی ریبوز تشکیل می‌شود. سیتیدین یکی از اجزای RNA است. شناسه پاب‌کم سیتیدین ۶۱۷۵ است و جرم مولی آن ۲۴۳٫۲۱۷ g/mol می‌باشد.